# Girolamo Moech
Girolamo Moech (Belluno, 1792 – 1857) è stato un pittore italiano.
Di lui si sa ben poco. Proveniente da una famiglia modesta, sino a diciannove anni fu apprendista fabbro. Ritenuto autodidatta, la critica più recente gli attribuisce una costante frequentazione della bottega di Paolo De Filippi e in effetti si presenta come un tardo interprete dello stile di Marco Ricci.
Decoratore e paesaggista assai produttivo, si rivolse soprattutto alla committenza laica lasciando opere nei palazzi signorili del Bellunese, del Trevigiano e di Venezia. Le sue rappresentazioni si caratterizzano per una quiete sognante di impostazione neoclassica, ma nel periodo della maturità adotta un'idealizzazione di stampo romantico, in contrasto con le tendenze veriste sostenute da Pietro Selvatico.

## Opere
- Villa Miari, Bentivoglio, Ferrante a Landris di Sedico - affreschi (attribuiti)
- Villa Rudio, Milanesi, Giacomelli, Simonetto a Landris   di Sedico - affreschi a soggetto mitologico (attribuiti)
- Villa Zuppani a Longano di Sedico - affreschi
- Chiesa di San Lorenzo martire a Soverzene - dipinti
- Chiesa della Beata Vergine Addolorata a Gosaldo - dipinti
- Chiesa di San Pietro a Lamon i seguenti dipinti su tela - la Trinità, l'Assunzione, la Resurrezione di Cristo, la Trasfigurazione sul monte Tabor e l'Ascensione della Madonna
- Chiesa di San Daniele profeta a Lamon - affreschi sulla volta: San Daniele nella fossa dei leoni, la Trinità e L'Assunzione di Maria, 1839
- Chiesa di San Valentino a Igne - dipinti del presbiterio (Strage degli innocenti e Ultima cena), del soffitto (Incoronazione della Vergine e gloria dei santi Valentino e Anna), serie dei dodici apostoli lungo le pareti dell'aula e dipinto sopra il fonte battesimale
- Chiesa della Beata Vergine di Parè (Limana) - soffitto dell'aula (Gloria della Vergine)